# Euthalia khama
Euthalia khama är en fjärilsart som beskrevs av Alphéraky 1895. Euthalia khama ingår i släktet Euthalia och familjen praktfjärilar. Inga underarter finns listade i Catalogue of Life.